# باول أدكوك
باول أدكوك (بالإنجليزية: Paul Adcock)‏ هو لاعب كرة قدم بريطاني، ولد في 2 مايو 1972 في Ilminster ‏ في المملكة المتحدة. لعب مع نادي بليموث أرجايل ونادي توركي يونايتد ونادي غلوستر سيتي ونادي ويموث.

## وصلات خارجية
- باول أدكوك على موقع Soccerbase.com (لاعب) (الإنجليزية)